# فهرست ورزشگاه‌های فوتبال در ایران
این فهرستی از ورزشگاه‌های فوتبال در ایران است که بر پایهٔ گنجایش تماشاگر، رده‌بندی شده‌اند. این فهرست، محدود به ورزشگاه‌هایی است که بر پایهٔ گنجایش کنونی، یکی از معیارهای زیر را دارند:
- برای فوتبال بهره‌گیری می‌شود و دارای گنجایش بیش از ۵ هزار تماشاگر است.
- مورد بهره‌برداری یکی از باشگاه‌های حرفه‌ای مردان یا زنان ایران در سه سطح برتر سیستم لیگ‌های فوتبال این کشور باشد.
- مورد بهره‌برداری یکی از باشگاه‌های سطح برتر فوتبال زنان ایران در فصل کنونی یا پیشین باشد.

## بزرگ‌ترین ورزشگاه‌ها
| رده | ورزشگاه                   | گنجایش تماشاگر | سال گشایش | منبع  |
| --- | ------------------------- | -------------- | --------- | ----- |
| ۱   | ورزشگاه آزادی تهران       | ۷۸٬۱۱۵         | ۱۳۵۳      | [ ۱ ] |
| ۲   | ورزشگاه نقش جهان اصفهان   | ۷۵٬۰۰۰         | ۱۳۸۱      | [ ۲ ] |
| ۳   | ورزشگاه یادگار امام تبریز | ۷۰٬۰۰۰         | ۱۳۷۵      | [ ۳ ] |
| ۴   | ورزشگاه پارس شیراز        | ۵۰٬۰۰۰         | ۱۳۹۶      | [ ۴ ] |
| ۵   | ورزشگاه غدیر اهواز        | ۴۰٬۰۰۰         | ۱۳۹۰      | [ ۵ ] |
| ۶   | ورزشگاه فولاد آرنا        | ۳۱٬۰۰۰         | ۱۳۹۶      | [ ۶ ] |
| ۷   | ورزشگاه تختی تهران        | ۳۰٬۱۲۲         | ۱۳۵۳      |       |
| ۸   | ورزشگاه شهید رئیسی کرمان  | ۳۰٬۰۰۰         | ۱۴۰۳      |       |
| ۹   | ورزشگاه امام رضا مشهد     | ۲۵٬۰۰۰         | ۱۳۹۵      | [ ۷ ] |

## بر پایه شهر

### آبادان
- ورزشگاه تختی آبادان

### اهواز
- ورزشگاه فولاد آرنا
- ورزشگاه غدیر اهواز
- ورزشگاه تختی اهواز
- ورزشگاه نفت اهواز

### اراک
- ورزشگاه امام خمینی
- مجموعه ورزشی شهدای پنجم مرداد (اراک)

### اردبیل
- ورزشگاه تختی اردبیل (سبلان)
- ورزشگاه علی دایی اردبیل

### اصفهان
- ورزشگاه نقش جهان
- ورزشگاه فولادشهر

### ارومیه
- ورزشگاه شهید باکری ارومیه
- ورزشگاه تختی ارومیه

### ایذه
- مجموعه ورزشی تختی ایذه

### بجنورد
- ورزشگاه ۱۹ مهر بجنورد

### بیرجند
- ورزشگاه غدیر بیرجند

### بندرانزلی
- ورزشگاه سیروس قایقران بندر انزلی

### برازجان
- ورزشگاه تختی برازجان

### بندرعباس
- ورزشگاه خلیج فارس
- ورزشگاه تختی بندرعباس

### بوشهر
- ورزشگاه شهید بهشتی بوشهر
- ورزشگاه شهید مهدوی

### بوکان
- ورزشگاه خاتم‌الانبیاء بوکان
- ورزشگاه وحدت بوکان

### بابل
- ورزشگاه شهدای هفتم تیر بابل

### بروجرد
- ورزشگاه ولایت بروجرد (در حال ساخت)
- ورزشگاه کارگران بروجرد
- ورزشگاه شهید علی بیات بروجرد

### تهران
- ورزشگاه آزادی تهران
- ورزشگاه مرغوب کار
- ورزشگاه کشوری
- ورزشگاه تختی تهران
- ورزشگاه امام رضا تهران
- ورزشگاه آرارات
- ورزشگاه شهید شیرودی
- ورزشگاه شهید دستگردی
- ورزشگاه شهید هرندی
- ورزشگاه شهید درفشی‌فر
- ورزشگاه شهید کاظمی
- ورزشگاه راه‌آهن
- ورزشگاه صنایع دفاع
- ورزشگاه کارگران
- ورزشگاه ایران‌خودرو
- ورزشگاه تربیت بدنی دانشگاه تهران

### تبریز
- ورزشگاه یادگار امام (سهند)
- ورزشگاه تختی تبریز (باغ‌شمال)
- ورزشگاه شهید قاسم سلیمانی تبریز (گسترش‌فولاد)

### تالش
- ورزشگاه پوریای ولی تالش

### جم
- ورزشگاه تختی جم

### جهرم
- ورزشگاه تختی جهرم
- ورزشگاه آزادگان

### خرم‌آباد
- ورزشگاه لرآرنا خرم‌آباد
- ورزشگاه تختی خرم‌آباد

### خورموج
- ورزشگاه تختی خورموج

### رشت
- ورزشگاه عضدی رشت
- ورزشگاه سردار جنگل رشت

### رفسنجان
- ورزشگاه شماره یک شهدای صنعت مس رفسنجان
- ورزشگاه شماره دو شهدای صنعت مس رفسنجان
- ورزشگاه مس سرچشمه

### رباط کریم
- ورزشگاه شهید درخشان

### زاهدان
- ورزشگاه زاهدان

### زابل
- ورزشگاه شهید حسینی طباطبایی

### زنجان
- ورزشگاه زیتون (در حال ساخت)

### دورود
- ورزشگاه تختی دورود

### سنندج
- ورزشگاه ۲۲ گولان
- ورزشگاه ملک‌نیا

### سبزوار
- ورزشگاه سربداران

### سمنان
- ورزشگاه ولایت سمنان

### ساری
- ورزشگاه شهدای ساری
- ورزشگاه شهید متقی

### سیرجان
- ورزشگاه شهید سلیمانی سیرجان
- ورزشگاه شماره ۲ گل گهر
- ورزشگاه امام علی سیرجان
- ورزشگاه تختی سیرجان

### شیراز
- ورزشگاه پارس
- ورزشگاه حافظیه
- ورزشگاه شهدای ارتش

### شهرکرد
- ورزشگاه انقلاب

### شهربابک
- ورزشگاه شهدای مس شهربابک

### شهرقدس
- ورزشگاه شهدای شهرقدس

### قائم‌شهر
- ورزشگاه شهید وطنی

### قزوین
- ورزشگاه سردار آزادگان
- ورزشگاه شهید رجائی

### قم
- ورزشگاه یادگار امام (قم)

### کرمانشاه
- ورزشگاه پانزده خرداد کرمانشاه
- ورزشگاه آزادی کرمانشاه

### کرمان
- ورزشگاه شهدای مس
- ورزشگاه شهید باهنر

### کازرون
- ورزشگاه شهدای کازرون[۸]
- ورزشگاه شهدای کوی علیای کازرون[۹]

### کاشان
- ورزشگاه امیرکبیر کاشان

### کرج
- ورزشگاه انقلاب کرج

### کنگان
- ورزشگاه شهدای ورزشکار کنگان

### گرگان
- ورزشگاه شهدای گرگان

### گنبد کاووس
- ورزشگاه شهدای گنبدکاووس

### مشهد
- ورزشگاه امام رضا
- ورزشگاه ثامن الائمه
- ورزشگاه تختی مشهد

### مراغه
- ورزشگاه تختی

### ملایر
- ورزشگاه استقلال

### مهاباد
- ورزشگاه آزادی مهاباد

### مسجدسلیمان
- ورزشگاه شهید بهنام محمدی

### میانه
- ورزشگاه شهید سرانجام
- ورزشگاه انقلاب میانه (آکادمی فوتبال جوانان)

### نوشهر
- ورزشگاه شهدای نوشهر

### نی ریز
- ورزشگاه شهدای نی ریز

### نهاوند
- ورزشگاه علیمرادیان

### همدان
- ورزشگاه شهید مفتح
- ورزشگاه شهدا قدس
- ورزشگاه شهید حاجی بابایی

### یزد
- ورزشگاه شهید نصیری

### یاسوج
- ورزشگاه آزادی یاسوج
- ورزشگاه تختی یاسوج

## ورزشگاه‌های مهم در ایران
| نام ورزشگاه                      | شهر        | بهره‌برداری | ظرفیت  | موارد استفاده       | خانه                                 |
| -------------------------------- | ---------- | ---------- | ------ | ------------------- | ------------------------------------ |
| ورزشگاه آزادی                    | تهران      | ۱۳۵۳       | ۷۸٬۰۰۰ | فوتبال، دو و میدانی | تیم‌های ملی فوتبال، استقلال، پرسپولیس |
| ورزشگاه نقش جهان                 | اصفهان     | ۱۳۹۵       | ۷۵٬۰۰۰ | فوتبال، دو و میدانی | سپاهان                               |
| ورزشگاه یادگار امام تبریز        | تبریز      | ۱۳۷۵       | ۷۰٬۰۰۰ | فوتبال، دو و میدانی | تراکتور                              |
| ورزشگاه پارس                     | شیراز      | ۱۳۹۶       | ۵۰٬۰۰۰ | فوتبال، دو میدانی   | فجر سپاسی                            |
| ورزشگاه غدیر                     | اهواز      | ۱۳۹۰       | ۴۰٬۰۰۰ | فوتبال، دو میدانی   | استقلال خوزستان                      |
| ورزشگاه ثامن‌الائمه               | مشهد       | ۱۳۸۳       | ۳۵٬۰۰۰ | فوتبال              | پیام مشهد                            |
| ورزشگاه شهدای فولاد خوزستان      | اهواز      | ۱۳۹۷       | ۳۰٬۶۵۵ | فوتبال              | فولاد خوزستان                        |
| ورزشگاه تختی تهران               | تهران      | ۱۳۴۶       | ۳۰٬۱۲۲ | فوتبال              | سایپا                                |
| ورزشگاه شهدای مس                 | کرمان      | ۱۴۰۲       | ۳۰٬۰۰۰ | فوتبال              | مس کرمان                             |
| ورزشگاه امام رضا                 | مشهد       | ۱۳۹۵       | ۲۷٬۷۰۰ | فوتبال              | آریا مشهد                            |
| ورزشگاه شهید شیرودی              | تهران      | ۱۳۱۸       | ۲۵٬۰۰۰ | فوتبال              |                                      |
| ورزشگاه شهدا (شهر قدس)           | شهر قدس    | ۱۳۸۴       | ۲۵٬۰۰۰ | فوتبال              | پیکان                                |
| ورزشگاه تختی تبریز               | تبریز      | ۱۳۲۷       | ۲۵٬۰۰۰ | فوتبال              | تراکتور                              |
| ورزشگاه حافظیه                   | شیراز      | ۱۳۲۴       | ۲۰٬۰۰۰ | فوتبال              | برق شیراز                            |
| ورزشگاه علی دایی                 | اردبیل     | ۱۳۸۷       | ۲۰٬۰۰۰ | فوتبال              | تراکتور                              |
| ورزشگاه فولادشهر                 | فولادشهر   | ۱۳۷۷       | ۲۰،۰۰۰ | فوتبال              | ذوب‌آهن                               |
| ورزشگاه ۱۵ خرداد                 | کرمانشاه   | ۱۳۹۳       | ۱۵٬۰۰۰ | فوتبال، دو و میدانی | بعثت کرمانشاه                        |
| ورزشگاه سردار آزادگان            | قزوین      | ۱۳۹۱       | ۱۵٬۰۰۰ | فوتبال، دو و میدانی | شمس آذر                              |
| ورزشگاه ۱۹ مهر بجنورد            | بجنورد     | ۱۳۹۶       | ۱۵٬۰۰۰ | فوتبال              | شاهین بجنورد ، انتظار بجنورد         |
| ورزشگاه تختی دورود               | دورود      | ۱۳۴۹       | ۱۵٬۰۰۰ | فوتبال              | گهر دورود، داماش دورود، پریز دورود   |
| ورزشگاه شهید بهشتی بوشهر         | بوشهر      |            | ۱۵٬۰۰۰ | فوتبال              | شاهین بوشهر، ایران‌جوان بوشهر         |
| ورزشگاه انقلاب کرج               | کرج        | ۱۳۸۶       | ۱۵٬۰۰۰ | فوتبال              | سایپا                                |
| ورزشگاه ولایت سمنان              | سمنان      | ۱۳۹۵       | ۱۵٬۰۰۰ | فوتبال              |                                      |
| ورزشگاه نفت و گاز اروندان خرمشهر | خرمشهر     | ۱۳۹۵       | ۱۵٬۰۰۰ | فوتبال              | فینال جام حذفی فوتبال ایران          |
| ورزشگاه شهید مفتح                | همدان      | ۱۳۸۸       | ۱۵٬۰۰۰ | فوتبال              | پاس همدان                            |
| ورزشگاه سردار جنگل رشت           | رشت        | ۱۳۸۶       | ۱۵٬۰۰۰ | فوتبال              | سپیدرود رشت، داماش گیلان             |
| ورزشگاه شهید نصیری               | یزد        | ۱۳۶۱       | ۱۵٬۰۰۰ | فوتبال              | فولاد یزد                            |
| ورزشگاه امام خمینی               | اراک       | ۱۳۸۶       | ۱۵٬۰۰۰ | فوتبال              | آلومینیوم اراک                       |
| ورزشگاه امیرکبیر کاشان           | کاشان      | ۱۳۸۶       | ۱۵٬۰۰۰ | فوتبال              |                                      |
| ورزشگاه شهید باهنر               | کرمان      | ۱۳۸۶       | ۱۵٬۰۰۰ | فوتبال              | مس کرمان                             |
| ورزشگاه یادگار امام قم           | قم         | ۱۳۸۵       | ۱۵٬۰۰۰ | فوتبال              | صبای قم                              |
| ورزشگاه تختی مشهد                | مشهد       | ۱۳۳۰       | ۱۵٬۰۰۰ | فوتبال              | پیام مشهد، ابومسلم خراسان            |
| ورزشگاه آرارات                   | تهران      | ۱۳۵۰       | ۱۵٬۰۰۰ | فوتبال              | آرارات                               |
| ورزشگاه شهید وطنی                | قائم‌شهر    | ۱۳۲۵       | ۱۵٬۰۰۰ | فوتبال              | نساجی مازندران                       |
| ورزشگاه زاهدان                   | زاهدان     | ۱۳۸۷       | ۱۵٬۰۰۰ | فوتبال              |                                      |
| ورزشگاه آزادی یاسوج              | یاسوج      | ۱۳۹۴       | ۱۵٬۰۰۰ | فوتبال              |                                      |
| ورزشگاه تختی اهواز               | اهواز      | ۱۳۹۴       | ۱۵٬۰۰۰ | فوتبال              | استقلال اهواز                        |
| ورزشگاه غدیر بیرجند              | بیرجند     | ۱۳۹۶       | ۱۵٬۰۰۰ | فوتبال              |                                      |
| ورزشگاه شهدای ساری               | ساری       | ۱۳۸۷       | ۱۵٬۰۰۰ | فوتبال              |                                      |
| ورزشگاه عضدی رشت                 | رشت        | ۱۳۶۸       | ۱۵٬۰۰۰ | فوتبال              |                                      |
| ورزشگاه راه‌آهن                   | تهران      | ۱۳۵۲       | ۱۲٬۰۰۰ | فوتبال              | راه‌آهن تهران                         |
| ورزشگاه شهید کاظمی               | تهران      | ۱۳۹۲       | ۱۵٬۰۰۰ | فوتبال              | زمین تمرین پرسپولیس                  |
| ورزشگاه امام رضا تهران           | تهران      | ۱۳۸۹       | ۱۲٬۰۰۰ | فوتبال              | زمین تمرین استقلال                   |
| ورزشگاه شهید قاسم سلیمانی تبریز  | تبریز      | ۱۳۹۰       | ۱۲٬۰۰۰ | فوتبال              | تراکتور                              |
| ورزشگاه شهید درخشان              | صباشهر     | ۱۳۸۱       | ۱۲٬۰۰۰ | فوتبال              |                                      |
| ورزشگاه شهدای صنعت مس رفسنجان    | رفسنجان    | ۱۴۰۲       | ۱۰٬۰۰۰ | فوتبال، دو میدانی   | مس رفسنجان                           |
| ورزشگاه شهید دستگردی             | تهران      | ۱۳۸۱       | ۸٬۲۵۰  | فوتبال              | سایپا، پیکان، هوادار                 |
| ورزشگاه شهید سلیمانی سیرجان      | سیرجان     | ۱۳۹۹       | ۸٬۰۰۰  | فوتبال              | گل‌گهر                                |
| ورزشگاه تختی آبادان              | آبادان     | ۱۳۳۵       | ۸٬۰۰۰  | فوتبال              | صنعت نفت آبادان                      |
| ورزشگاه سیروس قایقران بندر انزلی | بندر انزلی | ۱۳۳۲       | ۸٬۰۰۰  | فوتبال              | ملوان بندر انزلی                     |
| ورزشگاه پوریای ولی تالش          | تالش       | ۱۳۵۴       | ۵٬۰۰۰  | فوتبال              | چوکا تالش                            |
| ورزشگاه خاتم‌الانبیاء بوکان       | بوکان      | ۱۳۹۴       | ۵٬۰۰۰  | فوتبال              | سردار بوکان                          |
| ورزشگاه شهدای هفتم تیر بابل      | بابل       |            | ۵٬۰۰۰  | فوتبال              | رایکا بابل                           |